# ネリー・ラッチャー

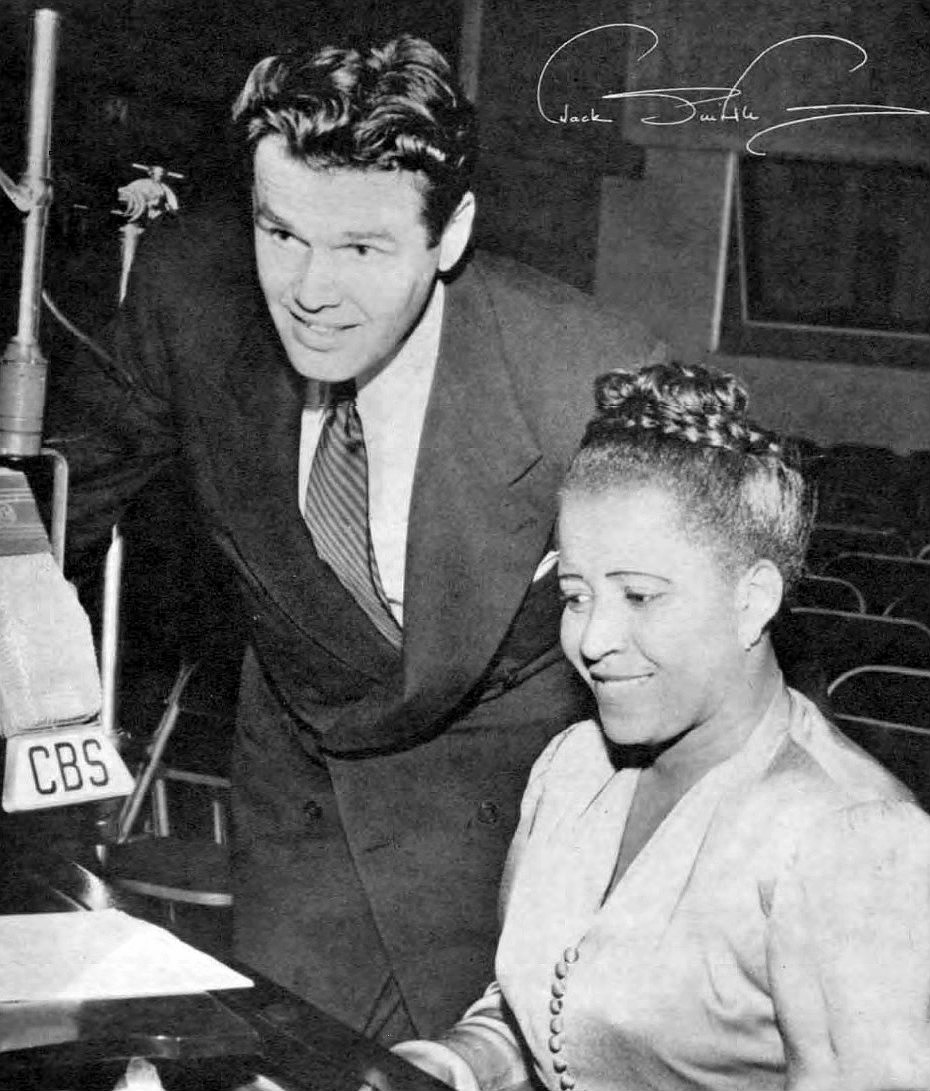
『ジャック・スミス・ショー』にゲスト出演するネリー・ラッチャー（右・1948年）

ネリー・ラッチャー（Nellie Lutcher 、1912年10月15日 − 2007年6月8日）は、アフリカ系アメリカ人のR&B・ジャズ・シンガー、ピアニストであり、シンガーソングライター。1940年代後半から1950年代前半にかけて活躍した。特徴的な声、特に言葉遣いや誇張発音が最も印象に残る人物であり、中でもニーナ・シモンの影響を大きく受けているとされる。

## 来歴
彼女はルイジアナ州レイクチャールズにて、父イサック・ラッチャーと母スージー・ラッチャーの子15人の長女として生まれた。彼女の父はベース奏者で、母は教会のオルガン奏者であった。彼女はピアノのレッスンを受け、彼女の父は彼女をピアノ演奏者として家族楽団を結成した。ブルース・シンガーのマー・レイニーのレギュラーメンバーのピアニストが病気により前の演奏地での滞在を余儀なくされた際、彼女は12歳でマー・レイニーと演奏した。レイクチャールズで臨時のピアニストを探した際、教会のピアノ奏者で代奏できそうな少女がいるということを、近隣の者が教えたのである。

## メジャー・デビュー
14歳の時、彼女はクラレンス・ハート（Clarence Hart）のインペリアル・ジャズ・バンド（Imperial Jazz Band）にて彼女の父に加わり、十代半ばで一度バンドのトランペット奏者と結婚した。1933年にサザン・リズム・ボーイズ（Southern Rhythm Boys）に加わり、編曲や大規模なツアーを行った。1935年にロサンゼルスに居を移し、リオネル・ルイス（Leonel Lewis）と結婚後、息子を一人授かった。彼女はアール・ハインズ、デューク・エリントンおよび彼女の友人であるナット・キング・コールの影響を受け、地域の小さなバンドでスウィング・ピアノの演奏や歌唱も始め、彼女自身のスタイルを展開し始めた。15歳か16歳の頃、父のバンドのピアニストが辞めたのでその後釜に入り、テキサス州辺りまで仕事で行ったという。彼女が居た頃、トランペットのバンク・ジョンスンがメンバーのひとりだった。当時、ネリーの自宅は電気が引かれていなかったが、近所にある電気が来ている家に遊びに行ってはラジオを聞かせて貰い、シカゴからの電波に乗ってくるアール・ハインズの演奏に夢中になったと回想しているが、確かに彼女のシャープなピアノ・タッチにはハインズの影響が窺える。
彼女はハリウッド高校にてマーチ・オブ・ダイムスのタレント・ショーで演奏した1947年までは、それ程広く知られてはいなかった。このショーはラジオで放送され、彼女の演奏はキャピトル・レコードのスカウトであるデイヴ・デクスターの耳を捕らえた。彼女はキャピトルと契約し、「The One I Love (Belongs To Someone Else)」や、最初のヒットシングルでR&Bチャートで2位を獲得した「Hurry On Down」などをレコーディングした。本作はデビュー曲として発売されミリオン・セラーの大ヒットとなった。この後、同じく作曲で成功を収めた「He's A Real Gone Guy」をリリースした。これもまたR&Bチャートで2位を獲得し、ポップチャートにも進出後、15位を獲得した。
1948年、更にR&Bチャートヒットを独占し、3度目のR&Bチャートで2位となる「Fine Brown Frame」をリリースした。彼女の歌は、ポップ、ジャズ、R&Bチャートでチャート入りし、大規模なツアーを行い広く知られるようになった。彼女は自身の歌の多くを自身で作詞し、当時のその他多くのアフリカ系アメリカ人のアーティストとは異なり、それらの出版権を保有していた。
1950年、彼女は「For You My Love」や「Can I Come in for a Second」でナット・キング・コールとデュエットした。同年、彼女のレコードは英国でリリースされ始め、ラジオのDJであるジャック・ジャクソンが積極的にプロモーションを行った。彼女は、ジャクソン司会の英国のバラエティー・ツアーでの目玉となり成功を収め、後に自身でツアーを行うため英国に戻った。
1951年、彼女は初めてオーケストラと共に「The Birth of the Blues」と「I Want to Be Near You」のレコーディングを行ったが、購入者から見た彼女の魅力は薄れて行き、翌年、キャピトルは彼女を契約解除させた。彼女はレコーディングを続けたが、オーケー、デッカ、リバティ、インペリアルなど他のレーベルにおいては過去の成功とは程遠く、徐々に彼女の演奏スケジュールは縮小されていった。
1957年までにロサンゼルス・ミュージシャンズ・ユニオン（Los Angeles Musicians Union）の舞台に加わったが、1990年代までニューヨークなどで時折演奏を続ける程度であった。彼女はまた不動産投資で成功を収めており、その傍らミュージシャン・ユニオンのロサンゼルス支部（ローカル47）の役員を1968年以来、長年にわたって務めた。
彼女はサクソフォーン奏者ジョー・ウッドマン・ラッチャーの姉妹であり、ラテン系のジャズ・パーカッショニストであるダリル・"ムニュンゴ"・ジャクソン（Daryl "Munyungo" Jackson）の叔母でもある。

## ディスコグラフィ

### リーダー・アルバム
- Nellie Lutcher (1950年、Capitol)
- Real Gone! (1950年、Capitol)
- Whee! Nellie! (1955年、Epic)
- Our New Nellie (1956年、Liberty) ※with Russ Garcia And His Orchestra

### コンピレーション・アルバム
- My New Papa's Got To Have Everything (1984年、Jukebox Lil)
- Real Gone Gal! (1985年、Stateside)
- Ditto From Me To You (1986年、Jukebox Lil)
- The Best Of Nellie Lutcher (1995年、Capitol Jazz)
- 『ブラック・ポップの先駆』 - Nellie Lutcher (1995年、Capitol)
- Real Gone Gal (1999年、Blue Boar)
- Hurry On Down (2001年、Memoir)
- Hurry On Down (2001年、Empress)
- Hurry On Down (27 Original Mono Recordings 1947-1951) (2003年、Living Era)